# یواس‌اس مارتس (دی‌یی-۱۷۴)

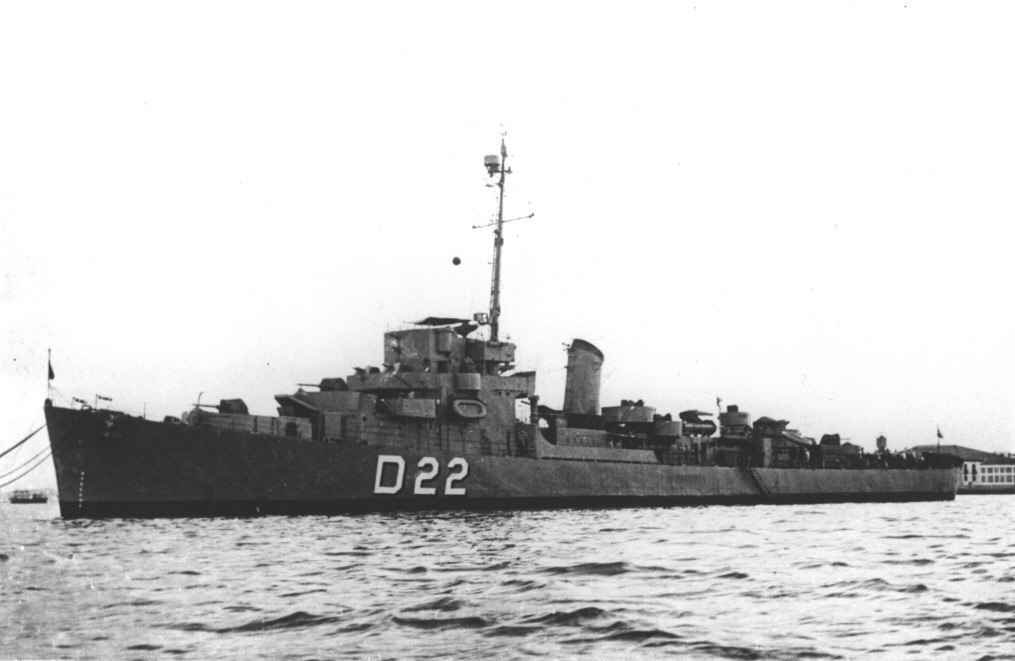
یو اس اس مارتس در آب های آرام

یواس‌اس مارتس (دی‌یی-۱۷۴) (به انگلیسی: USS Marts (DE-174)) یک کشتی بود که طول آن ۳۰۶ فوت (۹۳ متر) بود. این کشتی در سال ۱۹۴۳ ساخته شد.